# Hans Holewa
Hans Holewa, född 26 maj 1905 i Wien i Österrike, död 26 april 1991 i Högalids församling i Stockholm, var en svensk tonsättare, pianist, dirigent och musikpedagog.

## Biografi
Efter studier i kapellmästarklassen vid musikkonservatoriet i Wien samt piano- och musikteoristudier blev Holewa repetitör vid Volksoper i Wien under 1930-talet och musikalisk ledare där för bland annat "Theater für 49". 1937 flydde han undan nazismens judeförföljelser och anlände till Sverige den 2 augusti 1937. Ungefär 2 månader senare anslöt hans fru Alice Holewa.
Holewa arbetade inledningsvis på Viggbyholmsskolan, där han bland annat fick kontakt med personer med vänstersympatier som Karin Boye och Kurt Singer (ursprungligen Deutsch). Detta gjorde att Holewa kom att stå under viss övervakning av den svenska säkerhetspolisen. År 1938 flyttade paret till Traneberg utanför Stockholm och stannade där resten av livet.
Holewa hade svårt att känna sig hemma i Sverige, och fick sparsam förståelse i Sverige för sitt moderna musikaliska språk som i Wien hade uppfattats som sensationellt. Han övervägde att lämna Sverige, men övertygades av sin fru att stanna. Genom att närma sig svenska barn- och folkvisor kom han successivt att lära känna och ändra sin negativa uppfattning om svensk musikkultur, bland annat som ledare för radions flickkör 1952–1968. Han blev en viktig representant för ny musik och särskilt komposition av tolvtonsmusik i Sverige.
Han var kormästare och kapellmästare vid Stora teatern i Göteborg 1951–1952 och anställd vid Sveriges radios notbibliotek 1949–1970. På 1970-talet uttryckte han sin uppskattning för utvecklingen av modern musik i Sverige, som han menade hade bättre förutsättningar än på andra håll.
Han invaldes som ledamot 826 av Kungliga Musikaliska Akademien den 13 december 1979.
Holewa lämnade efter sig en opera, sex symfonier, fyra pianokonserter, en cellokonsert och ett stort antal kammarmusikverk, bland annat genombrottsverket Stråktrion från 1959.

### Familj
Hans Holewa var son till köpmannen Leopold Holewa och Johanna, ogift Kleineibst. Han var från 1930 gift med Alice Kapellner (1907–2003), dotter till köpmannen Simon Kapellner och Camilla, ogift Schiff. En son till paret, filmklipparen Thomas Holéwa (född 1942), var en tid gift med skådespelaren Charlotta Larsson. Hans Holewa var bror till Erich Holewa som 1938 bodde en tid hos Hans och ansökte om uppehållstillstånd i Sverige, men fick avslag, utvisades och mördades i Auschwitz.

## Priser och utmärkelser
- 1966 – Mindre Christ Johnson-priset för Komposition för orkester
- 1979 – Ledamot nr 826 av Kungliga Musikaliska Akademien
- 1979 – Stora Christ Johnson-priset för Symfoni nr 3
- 1983 – Rosenbergpriset
- 1987 – Atterbergpriset